# Kiki Kirin
Kiki Kirin (tiếng Nhật: 樹木 希林, Kiki Kirin; 15 tháng 1 năm 1943 – 15 tháng 9 năm 2018) là một nữ diễn viên điện ảnh và truyền hình Nhật Bản.

## Tiểu sử
Nữ diễn viên Kiki Kirin tên thật là Uchida Keiko. Bà chào đời vào ngày 15/01/1943 tại thủ đô Tokyo, Nhật Bản. Sinh thời bà đã góp mặt qua nhiều vai diễn lớn nhỏ, trong đó phải kể đến những tác phẩm tiêu biểu như phim điện ảnh Tokyo Tower: Mom and Me, and Sometimes Dad (Tháp Tokyo - Mẹ, tôi và đôi lúc bố) đã mang về cho bà giải thưởng Nữ diễn viên chính xuất sắc nhất đầu tiên do Viện Hàn lâm Nhật Bản trao tặng vào năm 2007.

## Đời tư
Năm 2005, bà đã bị chẩn đoán mắc ung thư ngực, dù ngực phải được cắt bỏ nhưng ung thư đã di căn ra toàn thân. Ngày 13 tháng 8 năm 2018 bà đã phải nhập viện trong tình trạng nguy kịch vì gãy xương đùi. Sau nhiều năm chiến đấu với bệnh tật bà qua đời vào sáng ngày 15 tháng 9 năm 2018.

### Gia đình
Chồng bà là nghệ sĩ Uchida Yuya, con gái là diễn viên Uchida Yayako, con rể là diễn viên Motoki Masahiro, cháu gái là diễn viên Uchida Kyara.

## Tác phẩm

### Phim điện ảnh
- Zoku Yoidore hakase (1966) - Fumiko
- Lake of Tears (1966) - Kayo Sugumo
- Tonogata goyôjin (1966)
- Tabiji (1967) - Chie
- Aniki no koibito (1968) - Sanae
- Kamisama no koibito (1968) - Aiko Yamagami
- Dai bakuhatsu (1969)
- Tora-san, His Tender Love (1970) - Cô hầu gái ở Shinshû
- Aka chôchin (1974)
- Akumyo: shima arashi (1974) - Oshige
- Jack and the Beanstalk (1974) - Madam Noir (lồng tiếng)
- Honô no shôzô (1974)
- Abayo dachikô (1974)
- Mamushi to aodaishô (1975) - Kiku Matsukawa
- Za.Dorifutazu no kamo da!! Goyo da!! (1975) - tomiko
- Eden no umi (1976) - Orittsan
- Sachiko no sachi (1976) - Momoe
- Onna kyôshi (1977) - Yuriko Yokoyama
- Ballad of Orin (1977) - Tama Ichise
- Wani to oum to ottosei (1977) - Mary
- Taro the Dragon Boy (1979) - Yamanba (tiếng)
- Sochô no kubi (1979) - Quản lý Okonomiyaki
- Kindaichi Kosuke no boken (1979) - Tane
- Kamisamaga kureta akanbô (1979) - Người phụ nữ
- Zigeunerweisen (1980) - Kimi
- Otake shinobu no a! Kono ai nakuba ganbasseyo Kuni-chan (1980)
- Tosa No Ipponzuri (1980) - Fuki
- Nogiku no haka (1981) - Omasu
- Tenkōsei (1982) - Naoko Saitoh
- Keiji monogatari (1982) - Sumi Yashiro
- Santô kôkôsei (1982)
- Amagi goe (1983) - Ryosaku's Wife
- Hometown (1983) - Yoshi
- Capone Cries a Lot (1985) - Sene Tachikawa
- Lonely Heart (1985) - Terue Amano
- Yumechiyo nikki (1985) - Kikuyakko
- Kyôshû (1988) - Mine Kamioka
- Tsuru (1988) - Yura
- Daidokoro No Seijo (1988) - Hisajo Sugita
- Kaze no Matasaburô - Garasu no manto (1989) - Otane
- Donmai (1990) - Hanako
- Rainbow Kids (1991) - Kura Nakamura[5]
- Sensou to seishun (1991) - Etsuko Onoki
- Za Chugaku kyoshi (1992)
- The Triple Cross (1992)
- Yearning (1993) - Omatsu
- Rampo (1994) - Vợ / Giúp việc
- Toki no kagayaki (1995) - Nagashima
- Rintaro (輝け！隣太郎, Kagayake! Rintaro)
- Oishinbo (1996)
- Koi to hanabi to kanransha (1997) - Sanae Mita
- Hissatsu shimatsunin (1997) - Otora
- Ashita heno kakehashi (1997)
- 39 keihô dai sanjûkyû jô (1997) - Luật sư biện hộ Shigure Nagamura
- Zawa-zawa Shimo-Kitazawa (2000) - Người hâm mộ of Kyushiro
- Drug (2001) - Yoshie Hirakawa
- Tôkyô Marîgôrudo (2001) - Ritsuko Sakai
- Pistol Opera (2001) - Rin
- Danbôru hausu gâru (2001)
- Inochi (2002) - Mẹ
- Returner (2002) - Xie
- Yoru o kakete (2002)
- Hotaru no hoshi (2003) - Hiệu trưởng
- Half a Confession (2004) - Yasuko Shimamura
- Kamikaze Girls (2004) - Bà của Momoko
- Izo (2004)
- Chekeraccho!! (2006) - Chisa Haebaru
- Brave Story (2006) - Onba (lồng tiếng)
- Akai kujira to shiroi hebi (2006) - Midori Ohara
- Tôkyô tawâ: Okan to boku to, tokidoki, oton (2007) - Eiko Nakagawa
- Saido kâ ni inu (2007) - Granny Tome
- Still Walking (2008) - Toshiko Yokoyama
- Tokyo Tower: Mom and Me, and Sometimes Dad (2008)
- Miyagino (2008) - Madam
- The Borrower Arrietty (2010) - Haru (lồng tiếng)
- Villain (2010) - Fusae Shimizu
- Ghost: In Your Arms Again (2010)
- Ôki-ke no tanoshii ryokô: Shinkon jigoku-hen (2011)
- Hanezu (2011) - Mẹ của Takumi's
- I Wish (2011) - Hideko (Bà nội)
- Chronicle of My Mother (2011) - Yae
- Tsunagu (2012) - Aiko
- Yakusoku: Nabari dokubudôshu jiken shikeishû no shôgai (2013) - Iatsuno okunishi
- Like Father, Like Son (2013) - Riko Ishizeki
- Sweet Bean (2015; Best Performance by an Actress, Asia Pacific Screen Awards 2015) - Tokue
- Our Little Sister (2015) - Fumiyo Kikuchi
- Kakekomi onna to kakedashi otoko (2015) - Genbee
- After the Storm (2016) – Yoshiko
- Mori, The Artist's Habitat (2018) - Hideko Kumagai
- Shoplifters (2018) - Hatsue Shibata
- Every Day A Good Day (2018) - Cô Takeda
- Cherry Blossoms and Demons (2019) - Großmutter von Yu
- Erica 38 (2019) - Mẹ của Ericas

### Phim truyền hình
- Shadow Warriors (1980-1986) - Orin
- Hanekonma (1986) - Yae (mẹ của Hanekonma)
- Tobu ga Gotoku (1990) - Ikushima
- Kimi no Na wa (1991)
- Aoi (2000) - Xuân Nhật cục

## Giải thưởng
| Năm  | Giải thưởng                                                               | Tác phẩm                                                             | Kết quả               |
| 2005 | Nữ diễn viên phụ xuất sắc tại Liên hoan phim Yokohama lần thứ 26          | Nửa lời thú tội                                                      | Đoạt giải             |
| 2005 | Nữ diễn viên phụ xuất sắc tại Giải Viện Hàn lâm Nhật Bản lần thứ 28       | Nửa lời thú tội                                                      | Đề cử                 |
| 2007 | Nữ diễn viên chính xuất sắc tại Giải Viện Hàn lâm Nhật Bản lần thứ 31     | Tháp Tokyo – Mẹ, tôi và đôi lúc bố                                   | Đoạt giải             |
| 2008 | Huân chương Huân chương danh dự - Ruy băng Tím                            | Không áp dụng                                                        | Không áp dụng         |
| 2009 | Nữ diễn viên chính xuất sắc tại Liên hoan phim ba châu lục lần thứ 30     | Still Walking                                                        | Đoạt giải             |
| 2009 | Nữ diễn viên phụ xuất sắc tại Giải thưởng phim Hochi lần thứ 33           | Still Walking                                                        | Đề cử                 |
| 2009 | Nữ diễn viên phụ xuất sắc tại Giải thưởng Blue Ribbon lần thứ 51          | Still Walking                                                        | Đề cử                 |
| 2009 | Nữ diễn viên phụ xuất sắc tại Giải Viện Hàn lâm Nhật Bản lần thứ 32       | Still Walking                                                        | Đề cử                 |
| 2011 | Nữ diễn viên phụ xuất sắc tại Giải Viện Hàn lâm Nhật Bản lần thứ 34       | Villain                                                              | Đoạt giải             |
| 2012 | Nữ diễn viên chính xuất sắc tại Liên hoan phim Tama lần thứ 4             | Biên niên sử của mẹ tôi                                              | Đoạt giải             |
| 2013 | Nữ diễn viên chính xuất sắc tại Giải Viện Hàn lâm Nhật Bản lần thứ 36     | Biên niên sử của mẹ tôi                                              | Đoạt giải             |
| 2014 | Huân chương Mặt trời mọc                                                  | Không áp dụng                                                        | Không áp dụng         |
| 2015 | Nữ diễn viên chính xuất sắc tại Liên hoan phim Tama lần thứ 7             | An - Vị ngọt đánh thức yêu thương / Kakekomi / Umimachi Diary        | Đoạt giải             |
| 2015 | Nữ diễn viên chính xuất sắc tại Giải thưởng phim Hochi lần thứ 40         | An - Vị ngọt đánh thức yêu thương                                    | Đoạt giải             |
| 2016 | Giải thưởng đặc biệt tại Liên hoan phim Yokohama lần thứ 37               | An - Vị ngọt đánh thức yêu thương                                    | Đề cử                 |
| 2016 | Nữ diễn viên chính xuất sắc tại Giải Viện Hàn lâm Nhật Bản lần thứ 39     | An - Vị ngọt đánh thức yêu thương                                    | Đề cử                 |
| 2016 | Giải thưởng Thành tựu trọn đời tại Giải thưởng Điện ảnh Châu Á lần thứ 10 | Không áp dụng                                                        | Không áp dụng         |
| 2017 | Giải Bạch kim tại Giải phê bình điện ảnh Nhật Bản                         | Không áp dụng                                                        | Không áp dụng         |
| 2018 | Nữ diễn viên phụ xuất sắc tại Giải thưởng phim Hochi lần thứ 43           | Mori, The Artist's Habitat / Kẻ trộm siêu thị / Every Day A Good Day | Đoạt giải             |
| 2018 | Nữ diễn viên phụ xuất sắc tại Giải thưởng Điện ảnh Mainichi lần thứ 73    | Kẻ trộm siêu thị                                                     | Đoạt giải             |
| 2018 | Nữ diễn viên phụ xuất sắc tại Giải Viện Hàn lâm Nhật Bản lần thứ 42       | Kẻ trộm siêu thị                                                     | Đoạt giải (Truy Tặng) |
| 2018 | Nữ diễn viên phụ xuất sắc tại Giải Viện Hàn lâm Nhật Bản lần thứ 42       | Every Day A Good Day                                                 | Đề cử                 |